# Brisbane International 2019
Das Brisbane International 2019 war der Name eines Tennisturniers der WTA Tour 2019 für Damen sowie eines Tennisturniers der ATP Tour 2019 für Herren, welche zeitgleich vom 31. Dezember 2018 bis 6. Januar 2019 in Brisbane stattfanden.

## Herrenturnier
→ Qualifikation: Brisbane International 2019/Herren/Qualifikation

## Damenturnier
→ Qualifikation: Brisbane International 2019/Damen/Qualifikation